# Heidelbeer-Silbereule
Die Heidelbeer-Silbereule (Syngrapha interrogationis), auch als Heidelbeeren-Silbereule und Rauschbeeren-Silbereule bezeichnet, ist ein Schmetterling (Nachtfalter) aus der Familie der Eulenfalter (Noctuidae).

## Merkmale
Die Heidelbeer-Silbereule ist ein mittelgroßer Falter mit einer Flügelspannweite von 32 bis 38 Millimetern aus der Unterfamilie der Goldeulen (Plusiinae). Die Falter haben aschgraue oder schwarzgraue Vorderflügel mit silberfarbenen Zeichen, die meist aus einem Punkt und einer gerundeten Linie bestehen. In Ruhestellung, d. h. mit dachförmig angelegten Flügeln, ähnelt die Art der geringfügig größeren Gammaeule (Autographa gamma) oder der Lärchen-Goldeule (Syngrapha ain), die beide jedoch kontrastreicher gezeichnet sind. Die Lärchen-Goldeule unterscheidet sich zusätzlich durch die gelben Unterflügel. Aufgrund starker Variation in Färbung und Zeichnung sind von der Heidelbeer-Silbereule folgende Formen beschrieben:
- f.cinerea Warr., mit trüb aschgrauen, kontrastärmeren Vorderflügeln
- f.aureomaculata Vorbr., mit goldenem statt silbernem Metallzeichen
- f.flammifera Huene, mit vergrößerten und zusammengeflossenen Silberflecken
- f. orbata Warr., ohne Metallzeichen

Die Raupen sind hellgrün gefärbt und haben eine dunkelgrüne Rückenlinie mit hellen Rändern. Die Puppe ist schwärzlich.

## Ähnliche Arten
- Gammaeule (Autographa gamma)
- Lärchen-Goldeule (Syngrapha ain)

## Geographische Verbreitung und Lebensraum
Die Heidelbeer-Silbereule kommt weltweit in nördlichen Gebieten, von Alaska über Kanada, Europa, Sibirien bis nach Nordost-Asien vor. In den Alpen findet man sie noch in Höhen von 2.400 Metern. Das Vorkommen umfasst Moorgebiete, Hochmoore, Wälder mit Heidelbeerbewuchs, Waldränder und Gärten.

## Lebensweise
Die Falter fliegen am Tage und in der Nacht. Die Weibchen legen die Eier an der Futterpflanze ab, aus denen im Herbst die Raupen schlüpfen und sich dann von den Blättern verschiedener Pflanzen ernähren, wie beispielsweise:
- Heidelbeere (Vaccinium myrtillus)
- Rauschbeere (Vaccinium uliginosum)
- Brennnessel (Urtica)

Sie überwintern und verpuppen sich überwiegend im Mai des folgenden Jahres in einem weißgrauen Gespinst. Die Falter fliegen von Juni bis August.

## Gefährdung
Die Art kommt in Deutschland in unterschiedlicher Häufigkeit – meist aber selten – vor und wird in der Roten Liste gefährdeter Arten unter Kategorie V (d. h. auf der Vorwarnliste) geführt.